# مارتن بي روبنسون
مارتن بي روبنسون (بالإنجليزية: Martin P. Robinson)‏ هو محرك دمى ومهندس أمريكي، ولد في 9 مارس 1954 في ديربورن في الولايات المتحدة.

## وصلات خارجية
- مارتن بي روبنسون على موقع IMDb (الإنجليزية)
- مارتن بي روبنسون على موقع ألو سيني (الفرنسية)
- مارتن بي روبنسون على موقع ميوزك برينز (الإنجليزية)
- مارتن بي روبنسون على موقع أول موفي (الإنجليزية)
- مارتن بي روبنسون على موقع قاعدة بيانات برودواي على الإنترنت (الإنجليزية)
- مارتن بي روبنسون على موقع قاعدة بيانات الفيلم (الإنجليزية)
- مارتن بي روبنسون على موقع كينوبويسك (الروسية)